# Rima Conon
La Rima Conon è una struttura geologica della superficie della Luna.